# Nöchling
Nöchling là một thị xã thuộc huyện Melk trong bang Niederösterreich.